# Negacija
U logici i matematici, negacija je operacija nad logičkim vrijednostima, na primjer logičkom vrijednošću iskaza, koja preslikava istinu u laž i laž u istinu. Intuitivno, negacija iskaza vrijedi točno onda kada iskaz ne vrijedi.
| A | A |
| 0 | 1 |
| 1 | 0 |

## Poveznice
- Logički sklopovi (vidi sklop NE (NOT))